# Nangis
Nangis (IPA: [nɑ̃ʒi] kiejtéseⓘ) település Franciaországban, Seine-et-Marne megyében. Lakosainak száma 8883 fő (2022. január 1.). Nangis Fontains, Fontenailles, Grandpuits-Bailly-Carrois, Rampillon, La Chapelle-Rablais és La Croix-en-Brie községekkel határos.

## Népesség
A település népességének változása:
| Lakosok száma | 8445 | 8593 | 8745 | 8710 | 8775 | 8867 | 8904 | 8898 | 8883 |
|               | 2013 | 2015 | 2016 | 2017 | 2018 | 2019 | 2020 | 2021 | 2022 |